# Isabelle xứ Bourgogne
Isabelle xứ Bourgogne (tiếng Pháp: Isabelle de Bourgogne; 1270 – tháng 8 năm 1323), đôi khi được gọi là Élisabeth hoặc Agnès, là vương hậu Đức với tư cách người vợ thứ hai và cũng là cuối cùng của vua Đức Rudolf I. Bà là con gái thứ hai của Công tước Hugues IV xứ Bourgogne và người vợ kế là Beatriz của Navarra.
Năm 1272, Isabelle, khi đó mới 2 tuổi, đã được sắp đặt hứa hôn với công tử Charles de Dampierre chỉ mới 6 tuổi, là con của Bá tước Robert III xứ Flandre và người vợ đầu tiên của ông là Blanche của Sicily. Hôn ước này về sau không thành hiện thực vì Charles đã sớm qua đời vào năm 1277.
Ngày 6 tháng 2 năm 1284, Isabelle trở thành người vợ thứ hai của vua La Mã Đức Rudolf I. Khi đó, cô dâu chỉ mới 14 tuổi, còn chú rể đã 66 tuổi. Isabelle khi đó thậm chí còn nhỏ hơn nhiều so với hầu hết những đứa con mà Rudolf có với người vợ đầu tiên là Gertrud xứ Hohenberg. Cuộc hôn nhân của họ chỉ thuần túy là mối liên kết chính trị nhằm thể hiện sự ủng hộ của gia tộc Bourgogne với Rudolf. Đổi lại, Rudolf đã phong lãnh địa Dauphiné de Viennois làm thái ấp cho anh trai của Isabelle, Công tước Robert II xứ Bourgogne.
Tuy nhiên, cuộc hôn nhân chính trị này sớm kết thúc với cái chết của Rudolf I vào ngày 15 tháng 7 năm 1291. Rudolf và Isabelle cũng không có con chung, vì vậy Rudolf được các con trai từ cuộc hôn nhân trước là Albert I và Rudolph II kế vị đồng cai trị Công quốc Áo. Isabelle trở lại Công quốc Bourgogne và được anh mình phong tước vị Lệnh bà xứ Vieux-Château (Dame de Vieux-Château) vào ngày 20 tháng 11 năm 1294.
Bà kết hôn lần thứ hai với Pierre IX xứ Chambly, Lãnh chúa xứ Neauphle. Ông qua đời vào khoảng năm 1319. Hai người có với nhau hai con trai, Louis và Jean, và ít nhất một con gái: Jeanne de Chambly, Dame de Neauphle, Thorigny và Persan.
Sau khi qua đời, Isabelle được chôn cất trong tu viện dòng Augustinô ở Paris.